# Un ispettore in casa Birling
Un ispettore in casa Birling (An Inspector Calls) è un'opera teatrale del drammaturgo britannico John Boynton Priestley, portata al debutto a Mosca nel 1945. Dopo il debutto sovietico, l'opera è stata portata in scena con successo anche a Londra, New York, in Italia e in numerosi allestimenti internazionali, mentre sul finire del secolo Un ispettore in casa Birling ha goduto di un nuovo grande successo grazie a un acclamato revival londinese diretto da Stephen Daldry, che ha avuto il merito di far "riscoprire" Priestley alla critica e al pubblico anglosassone. La pièce è una delle opere più note dell'autore e viene considerata un classico del teatro inglese del Novecento.
Un ispettore in casa Birling è un dramma in tre atti ambientato nel corso di un'unica notte nell'aprile 1912 quando un certo ispettore Goole bussa alla porta della benestante famiglia Birling per indagare sul suicidio di una giovane operaia. Strutturata secondo il modello del "drawing-room theatre" - il popolare genere del tardo XIX secolo che vede l'azione drammatica svolgersi interamente all'interno del salotto di casa - Un ispettore in casa Birling viene considerato dai critici come una critica dell'ipocrisia vittoriana ed edoardiana, ma anche come un manifesto del credo socialista dell'autore.

## Trama
Nella cittadina di Brumley, la ricca famiglia Birling sta festeggiando il fidanzamento della figlia Sheila con Gerarld Croft, il principale rivale in affari del ricco industriale (e capofamiglia) Arthur Birling. Ai festeggiamenti presenziano anche la moglie Sybil e il figlio alcolizzato Eric, a cui Arthur ama fare prediche sull'importanza dell'essere indipendenti ed intraprendenti, specialmente ora che potrebbe ricevere un titolo nobiliare. I festeggiamenti sono interrotti dall'arrivo di un uomo che si presenta come l'ispettore Goole, venuto ad investigare per il suicidio della giovane operaia Eva Smith. Nel suo diario, spiega Goole, la suicida aveva fatto i nomi di diversi membri della famiglia Birling e Arthur la riconosce come una delle sue ex impiegate quando l'ispettore mostra loro una sua foto. Birling infatti aveva licenziato Eva due anni prima dopo che la donna aveva preso parte a un piccolo sciopero, ma Birling  nega comunque di essere coinvolto nella morte della Smith.
Anche Sheila riconosce Eva, che ammette di aver fatto licenziare dal suo nuovo lavoro con una menzogna per nascondere la gelosia che nutriva per la ragazza, più giovane e attraente di lei. Lo stesso Gerald ammette di aver conosciuto la donna, che si era presentata con il nome di Daisy Renton, e di aver passato una serata con lei al Palace Bar, durante la quale le aveva dato dei soldi e aveva preso accordi per un nuovo incontro. Goole rivela alla famiglia quello che Gerald ha taciuto, cioè che il giovane Croft si era preso Eva come amante e che la ragazza si era innamorata di lui al punto che le si era spezzato il cuore quando l'uomo l'aveva abbandonata. La notizia immancabilmente ferisce Sheila, che gli restituisce l'anello di fidanzamento.
Anche Sybil, Goole rivela, conosceva Eva, dato che la donna è a capo di un'istituzione benefica che accoglie ragazze madri a cui la giovane si era rivolta in cerca di aiuto. Sybil però le aveva negato ogni aiuto, lasciando così Eva sola e senza soldi né un lavoro. La madre di famiglia però non si ritiene colpevole e anzi lascia ricadere le colpe sull'uomo che aveva messo incinta Eva, causando così la sua rovina. Il "colpevole" della gravidanza di Eva si scopre essere Eric Birling, che confessa di aver stuprato la giovane dopo essersi ubriacato al Palace Bar. Eric confessa anche di aver rubato soldi dal padre per aiutare economicamente la ragazza, ma Eva li aveva rifiutati perché rubati. Goole dimostra così che ognuno di loro ha contribuito a spingere Eva al suicidio con la propria incuria o crudeltà e ricorda loro che le azioni di ognuno hanno ripercussioni e conseguenze sugli altri. Li ammonisce anche affermando che alle persone che non apprendono questa lezione essa sarà insegnata loro con il fuoco, il sangue e l'angoscia, facendo così un riferimento all'imminente prima guerra mondiale. 
Goole lascia la casa e poco dopo ritorna Gerald, che se ne era andato dopo la rottura del fidanzamento. Il giovane aveva chiamato la polizia e scoperto così che non esiste alcun ispettore Goole nelle forze armate inglesi. Arthur allora si mette al telefono e scopre che non solo non vi è nessun ispettore Goole, ma anche che non c'è stato alcun suicidio nella cittadina. I Birling concludono quindi che la storia di Eva era inventata, ma mentre Gerald, Arthur e Sybil festeggiano lo scampato pericolo Sheila ed Eric si rendono conto dei propri errori e giurano di cambiare. Proprio quando l'equilibrio famigliare sembra ristabilito il telefono squilla ancora, annunciando che il cadavere di una giovane donna, probabilmente suicida, è appena stato ritrovato e che la polizia arriverà presto a casa Birling per interrogare tutti i membri della famiglia. Anche se l'identità di Goole rimane un mistero, le sue parole si sono dimostrare vere e lo scandalo si sta per abbattere sui Birling.